# 劉洵 (嘉靖進士)
劉洵（1509年—？），字睿甫，號苏庵，江西饒州府鄱陽縣人，軍籍，明朝政治人物。

## 生平
嘉靖十六年（1537年）丁酉科順天府鄉試第五名舉人。嘉靖十七年（1538年）中式戊戌科會試第二名，登進士第三甲第一名。授太常寺博士，二十二年十二月选授户科給事中，以直言被谪祁门县丞。二十二年（1543年）升任宁海知县，歷官南京太僕寺丞，二十九年二月升廣東按察司佥事。

## 家族
曾祖劉烈，布政使司左參政 贈大中大夫資治少尹；祖父劉城，都察院右副都御史 贈通議大夫；父劉錄，工部主事。母趙氏（贈安人）。严侍下。